# Трефл Сопот
«Трефл Сопот» — польский профессиональный баскетбольный клуб из города Сопот, Польша. Был основан в 2009 после переезда клуба «Проком» в Гдыню. В 2012 году «Проком» и «Сопот» разыгрывали чемпионский титул – победил «Проком».

## Сезоны
| Сезон   | Лига | Уровень | Рег.Чемп. | Плей-Офф      | Еврокубки         |
| ------- | ---- | ------- | --------- | ------------- | ----------------- |
| 2012-13 | ТБЛ  | 1       | 2         | Четвертьфинал | Гр.этап Еврокубка |

## Известные игроки
- Марцин Стефаньский